# Candiopella
Candiopella is een geslacht van vlinders van de familie snuitmotten (Pyralidae).

## Soorten
- C. dukei Balinsky, 1994
- C. reunionalis Guillermet, 2007